# Dieter Mahncke

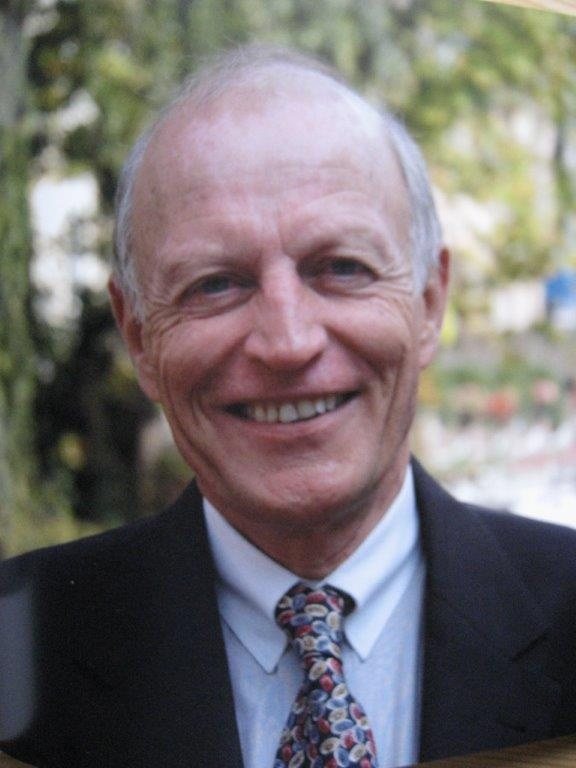
Dieter Mahncke

Dieter Mahncke (* 1941 in Namibia) ist ein deutscher Politologe. Er ist emeritierter Professor am College of Europe in Brügge und Warschau (Inhaber des Alfried Krupp von Bohlen und Halbach-Lehrstuhls für europäische Außen- und Sicherheitspolitik) und Verfasser zahlreicher Bücher und Aufsätze zur deutschen Außenpolitik, zur Abrüstung, zur Sicherheit Europas, zu den deutsch-amerikanischen Beziehungen und zu Südafrika.

## Leben
Mahncke wurde als Sohn deutscher Eltern in Namibia geboren und wuchs dort auf. Zunächst studierte er an der Universität Kapstadt, wechselte dann aber an die University of North Carolina in Chapel Hill, wo er 1962 mit einem Bachelor in Politikwissenschaft abschloss. An der School of Advanced International Studies der Johns Hopkins University erwarb er 1964 den Mastergrad, 1968 wurde er dort promoviert. Von 1969 bis 1974 war er Wissenschaftlicher Mitarbeiter im Forschungsinstitut der Deutschen Gesellschaft für Auswärtige Politik. Im Jahr 1974 habilitierte er sich an der Universität in Bonn. Er war Lehrbeauftragter an der Universität Mainz von 1969 bis 1972 und an der Universität Bonn (1973–74), Professor für Politikwissenschaft an den Universitäten der Bundeswehr in München (1973) und Hamburg (1975–1980). Von 1977 bis 1978 war er dort Vizepräsident.
Dieter Mahncke war Leiter des Redenschreiberstabes des Bundespräsidenten von 1980 bis 1985, danach stellvertretender Leiter des Planungsstabes im Verteidigungsministerium bis 1996. Anschließend lehrte er bis zu seiner Emeritierung im Jahr 2010 als Professor für europäische Außen- und Sicherheitspolitik am College of Europe. Bis 2008 leitete er den Fachbereich Politik- und Verwaltungswissenschaften; von 2006 bis 2010 war er dort Gründungsdirektor des Department of EU International Relations and Diplomacy Studies. Er hatte Gastprofessuren in Halle, Antwerpen, Sofia, Bangkok und in den USA (Dartmouth, Duke, Middlebury, University of North Carolina).

## Auszeichnungen
- Bundesverdienstkreuz 1. Klasse (2017)[5]
- Honorary Professor of the College of Europe (2016)[6]
- Bundesverdienstkreuz am Bande (1984)[7]
- Großoffizier des Ordens von Oranien-Nassau (1982)[8]

## Schriften (Auswahl)
- Nukleare Mitwirkung. Die Bundesrepublik Deutschland in der atlantischen Allianz 1954–1970. Walter de Gruyter, Berlin / New York 1972.
- Westeuropäische Verteidigungskooperation (hrsg. mit Karl Carstens). Mit einem Vorwort von Helmut Schmidt. Band 31 der Schriften des Forschungsinstituts der Deutschen Gesellschaft für Auswärtige Politik. Verlag R. Oldenbourg, München/Wien 1972.
- Berlin im geteilten Deutschland. Band 34 der Schriften des Forschungsinstituts der Deutschen Gesellschaft für Auswärtige Politik. Verlag R. Oldenbourg, München/Wien 1973.
- Seemacht und Außenpolitik (hrsg. mit  Hans-Peter Schwarz). Mit einem Vorwort von Georg Leber. Band 11 der Reihe Rüstungsbeschränkung und Sicherheit. Alfred Metzner Verlag, Frankfurt/Main 1974.
- Vertrauensbildende Maßnahmen als Instrument der Sicherheitspolitik. Ursprung, Entwicklung, Perspektiven. Band 59 der Forschungsberichte der Konrad-Adenauer-Stiftung. Verlag Ernst Knoth, Melle 1987.
- Konflikt in Südafrika. Die politische Problematik Südafrikas in ihren innen- und außenpolitischen Dimensionen. Band 12 der Studien zur Politik. Schöningh-Verlag, Paderborn/München/Wien/Zürich 1989.
- Amerikaner in Deutschland. Grundlagen und Bedingungen der transatlantischen Sicherheit (Hrsg.). Mit einem Vorwort von Gerhard Stoltenberg. Bouvier Verlag, Bonn 1991.
- Parameters of European Security. Institute for Security Studies, Western European Union. Chaillot Papers 10, Paris, September 1993. (Französisch: Les Paramètres de la Sécurité Européenne.)
- Vertrauensbildende Maßnahmen und europäisches Sicherheitssystem: Von Stockholm 1986 bis Helsinki 1992. Konrad-Adenauer-Stiftung e.V., Bonn 1994.
- ASEAN and the EU in the International Environment (hrsg. mit Kullada Kesbonchoo-Mead, Prathoomporn Vajrasthira und Rudolf Hrbek). Asia-Europe Studies Series, Band 4. Nomos Verlagsgesellschaft, Baden-Baden 1999.
- The College of Europe: Fifty Years of Service to Europe (hrsg. mit L. Bekemans und R. Picht). Brügge 1999.
- Old Frontiers – New Frontiers. The Challenge of Kosovo and its Implications for the European Union (Ed.). Mit Vorwort von Javier Solana Madariaga. Peter Lang, Bern 2001, ISBN 978-3-906765-67-9.
- Redefining Transatlantic Security Relations: The Challenge of Change (mit Wayne Thompson und Wyn Rees). Manchester: Manchester University Press, 2004.
- European Foreign Policy (hrsg. mit Alicia Ambos und Christopher Reynolds), College of Europe Studies No. 1. P.I.E. Peter Lang, Brüssel 2004, ISBN 90-5201-247-4.
- International Terrorism. A European Response to a Global Threat? (hrsg. mit Jörg Monar), College of Europe Studies No. 3. P.I.E. Peter Lang, Brüssel 2006, ISBN 90-5201-046-3.
- Europe’s Near Abroad. Promises and Prospects of the EU’s Neighbourhood Policy (hrsg. mit Sieglinde Gstöhl), College of Europe Studies No. 4. P.I.E. Peter Lang, Brüssel 2008, ISBN 978-90-5201-047-2.
- European Union Diplomacy. Coherence, Unity and Effectiveness. Mit Vorwort von Herman Van Rompuy (hrsg. mit Sieglinde Gstöhl), College of Europe Studies No. 15. P.I.E. Peter Lang, Brüssel 2012, ISBN 978-90-5201-842-3.

## Aufsätze (Auswahl)
- South West Africa 1904–1907. In: D. Condit, B. Cooper (eds.): Challenge and Response in Internal Conflict, Vol. III: The Experience in Africa and Latin America. Washington D.C. 1968, S. 83–103.
- Was ist Friedensforschung? In: Europa-Archiv 22/1969, S. 795–802.
- Atlantische Allianz und europäische Sicherheit. In: Schweizer Monatshefte, April 1970, S. 2–35.
- Der politische Umbruch in der Bundesrepublik Deutschland: Von der Großen Koalition zur SPD/FDP-Regierung. In: Die internationale Politik 1968/1969, Jahrbuch des Forschungsinstituts der Deutschen Gesellschaft für Auswärtige Politik. München/Wien 1974, S. 374–390.
- Europe and the United States. In: Common Ground, Juli 1976, S. 53–61.
- Abschluss der Neuordnung der Beziehungen zwischen der Bundesrepublik Deutschland und Osteuropa. In: Die internationale Politik 1973/1974, Jahrbuch der Deutschen Gesellschaft für Auswärtige Politik, München/Wien 1980, S. 193–216.
- Die Beteiligung der Öffentlichkeit an der Außenpolitik im internationalen Vergleich. Stärken und Schwächen der demokratischen Staaten. In: Österreichische Zeitschrift für Außenpolitik 2/1982, S. 94–103.
- Maritime Interessen und die atlantische Option der deutschen Politik nach 1945. In: Die deutsche Flotte im Spannungsfeld der Politik 1848–1985. Hrsg. vom Militärgeschichtlichen Forschungsamt, Freiburg/Br. 1985, S. 153–184.
- Verteidigung in Europa: Was spricht für eine europäische Sicherheitspolitik? In: Politische Studien, Juli/August 1986, S. 423–433.
- Alternativen zur nuklearen Abschreckung als Grundlage europäischer Sicherheit? In: Aus Politik und Zeitgeschichte, Beilage zu Das Parlament, 25. Oktober 1986, S. 3–13.
- Alternatives to Nuclear Defense in Europe: Are we Talking about the Right Issue? In: P. Terrence Hopmann, Frank Barnaby (eds.): Rethinking the Nuclear Weapons Dilemma in Europe. London 1988, S. 183–204.
- Die Legitimation bewaffneter Friedenssicherung. In: Ulrich Sarcinelli (Hrsg.): Demokratische Streitkultur. Theoretische Grundpositionen und Handlungsalternativen in Politikfeldern. Opladen 1990, S. 197–217.
- Hoffnung ohne Garantie? Diskussion mit Elmar Schmähling. In: Die Neue Gesellschaft / Frankfurter Hefte 2/1990, S. 150–156.
- Südafrikas Außenpolitik: Gibt es einen Weg aus der Isolation? In: Aus Politik und Zeitgeschichte, Beilage zu Das Parlament, Dezember 1990, S. 1–9.
- Reunification as an Issue in German Politics 1949–1990. In: Dieter Grosser (ed.): German Unification. The Unexpected Challenge. Oxford 1992, S. 33–54.
- Wandel im Wandel: Bundeswehr und europäische Sicherheit. In: Aus Politik und Zeitgeschichte, Beilage zu Das Parlament, April 1993, S. 40–46.
- Innerdeutsche Beziehungen und internationale Rahmenbedingungen: Die Berlin-Krise 1958–1961/62. Gutachten für die Enquete-Kommission des Deutschen Bundestages zur Geschichte und Folgen der SED-Diktatur, Bonn/Berlin, Oktober 1993 (107 Seiten), veröffentlicht in: Deutscher Bundestag (Hrsg.): Materialien der Enquete-Kommission, Aufarbeitung von Geschichte und Folgen der SED-Diktatur in Deutschland, Band V. S. 1766–1821, ferner S. 17–27, 66–71.
- The Role of the USA in Europe: Successful Past but Uncertain Future? (1999)
- Eine gemeinsame Europäische Außen- und Sicherheitspolitik: Auswirkungen auf die transatlantischen Beziehungen. In: Hanspeter Neuhold (Hrsg.): Die GASP: Entwicklungen und Perspektiven, Occasional Papers (4/2000) der Diplomatischen Akademie Wien, S. 36–44.
- Russia’s Attitude to the European Security and Defence Policy. In: European Foreign Affairs Review, Vol. 6, No. 4, Kluwer Law International, Winter 2001, S. 427–436.
- Transatlantic Relations: Fractured or Simply Strained? In: Favorita Papers 02/2003, Diplomatische Akademie Wien, S. 30–43.
- A New World Order? In: August Reinisch, Ursula Kriebaum (Hrsg.): The Law of International Relations – Liber Amicorum Hanspeter Neuhold. Eleven International Publishing, Utrecht 2007, S. 211–227.
- The United States, Germany and France: Balancing Transatlantic Relations. In: The British Journal of Politics & International Relations, 1/11 (Februar 2009), S. 79–93.
- A Post-modern Diplomacy: Can EU Foreign Policy Make a Difference in World Politics? Bruges, EU Diplomacy Paper 04/2011 (PDF; 538 kB).
- What’s wrong with the European Union? And what can be done? Bruges Political Research Papers / Cahiers de recherche politique de Bruges 54/2016.